# Maksakalizaur
Maksakalizaur (Maxakalisaurus) – rodzaj zauropoda z grupy tytanozaurów opisany w sierpniu 2006. Nazwa, zgodnie ze zwyczajem brazylijskich paleontologów, odnosi się do słów z języka indian – Maxakali to nazwa plemienia, a Topai – bóstwo czczona przez to plemię. Szczątki maksakalizaura wydobywano w latach 1998–2002 w pobliżu autostrady niedaleko Serra da Boa Vista (Prata-Triângulo Mineiro) w południowo-centralnej części regionu Minas Gerais w Brazylii.
Dinozaur mierzył około 13 metrów i ważył 9 ton. Na niektórych ze skamieniałych kości naukowcy odnaleźli ślady po zębach, wskazujące, że ciałem maksakalizaura pożywiali się mięsożercy. Maksakalizaur żył w późnej kredzie, około 80 milionów lat temu na terenie ówczesnego kontynentu – Gondwany. Jego odkrycie ma duże znaczenie ze względu na jego bliskość do żyjącej przed 70 milionami lat, znanej tylko z Argentyny, wyspecjaliowanej grupy zauropodów – Saltasauridae. Maksakalizaura łączy z nią występowanie w skórze zwierzęcia osteoderm – kostnych płyt tworzących pewien rodzaj pancerza. Do unikatowych cech dinozaura należą między innymi wyniosłości na kręgach krzyżowych i piłkowanie zębów.